# سرای سالمندان زرتشتی تهران
سرای سالمندان زرتشتی تهران در ۱۶ مرداد ۱۳۸۶ گشایش یافت.
انجمن زرتشتیان تهران این ساختمان را از دهش ارباب فریدون و ارباب مهربان زرتشتی، بر روی زمینی که از سوی همایون و جمشید آبادیان پیشکش شده بود، ساخته است.
این سرا، تا اسفند ۸۷ زیر نظر انجمن زرتشتیان تهران قرارداشت و از فروردین ۸۸ به صورت هیئت امنایی اداره می‌شود.
هم اکنون این سرا، پذیرای سالمندان زرتشتی است و با بهره‌گیری از علم روز برای آن‌ها خدمات رفاهی فراهم می‌کند.

## امکانات
این سرا در ۵ طبقه ساخته شده‌است و مجهز به آشپزخانه صنعتی، رختشوی خانه، امکانات ورزشی، توانبخشی و فیزیوتراپی و اتاق پزشک است.
اتاق‌های این مرکز مجهز به سرویس بهداشتی است و در طبقات ایستگاه‌های پرستاری در نظر گرفته شده‌است.
در طبقه اول این بنا، تالاری برای مراجعه سالخوردگانی که می‌خواهند روزانه از امکانات این مرکز استفاده کنند و شب پیش خانواده شان برگردند در نظر گرفته شده‌است. این مرکز ظرفیت نگهداری ۵۱ سالمند را داراست.
برنامه‌های شاد ماهیانه، موسیقی زنده و نمایش فیلم از دیگر امکانات رفاهی است که برای سالمندان ساکن این سرا در نظر گرفته شده‌است. پارکینگ این سرا محل برگزاری این جشن‌هاست.

## انتخاب به عنوان بهترین خانه سالمندان
بر اساس اعلام نظر سازمان بهزیستی، این سرا برای چند سال پیاپی با کسب حداکثر امتیاز نسبی، به عنوان سرای سالمندان ممتاز انتخاب و معرفی شده‌است.